# Derby d'Epsom
Pour le tableau de Théodore Géricault, voir Le Derby d'Epsom.
Groupe I
Le Derby Stakes, aussi appelé Le Derby, et mondialement connu sous le nom de Derby d'Epsom, est une course hippique de plat.

## Caractéristiques
Il s'agit d'une course de Groupe 1, l'une des plus prestigieuses du monde, réservée aux poulains de 3 ans et courue sur 2 423 mètres. C'est le pendant anglais du Prix du Jockey Club français et de l'Irish Derby. La première édition eut lieu en 1780 (le nom de la course vient de Lord Stanley, 12e comte de Derby, puis a été adopté dans d'autres sports : cf. derby). Elle se déroule chaque année au mois de juin sur l'hippodrome d'Epsom Downs, en Angleterre. De 1915 à 1918, le Derby se tint à Newmarket et prit le nom de New Derby Stakes. Le Derby est théoriquement ouvert aux femelles, mais rares sont celles qui s'y aventurent. Six pouliches s'y sont toutefois imposées, la dernière étant Fifinella en 1916, unique auteure du doublé Derby / Oaks. 
Le Derby est la deuxième étape de la Triple Couronne anglaise des courses de pur-sang. Elle est précédée par les 2000 guinées Stakes et suivie par le St. Leger. Le vainqueur du Derby d'Epsom est souvent aligné au départ des King George VI and Queen Elizabeth Diamond Stakes en juillet, où il rencontre pour la première fois ses aînés, puis s'oriente vers le Prix de l'Arc de Triomphe, en octobre, en France. Son allocation s'élève actuellement à 1 500 000 livres.

## Records

### Jockey
- Lester Piggott – 9 victoires – Never Say Die (1954), Crepello (1957), St. Paddy (1960), Sir Ivor (1968), Nijinsky (1970), Roberto (1972), Empery (1976), The Minstrel (1977), Teenoso (1983)

### Entraîneurs
- Aidan O'Brien – 11 victoires – Galileo (2001), High Chaparral (2002), Camelot (2012), Ruler of The World (2013), Australia (2014), Wings of Eagles (2017), Anthony Van Dyck (2019), Serpentine (2020), Auguste Rodin (2023), City of Troy (2024), Lambourn (2025)

### Propriétaires
- Coolmore – 12 victoires – Galileo (2001), High Chaparral (2002), Pour Moi (2011), Camelot (2012), Ruler of The World (2013), Australia (2014), Wings of Eagle (2017), Anthony Van Dyck (2019), Serpentine (2020), Auguste Rodin (2023), City of Troy (2024), Lambourn (2025)

### Étalon
- Galileo – 5 victoires – New Approach (2008), Ruler of The World (2013), Australia (2014), Anthony Van Dyck (2019), Serpentine (2020)

### Chrono
Le record du Derby est détenu depuis 2010 par Workforce, avec un chrono de 2'31"33.

## Palmarès

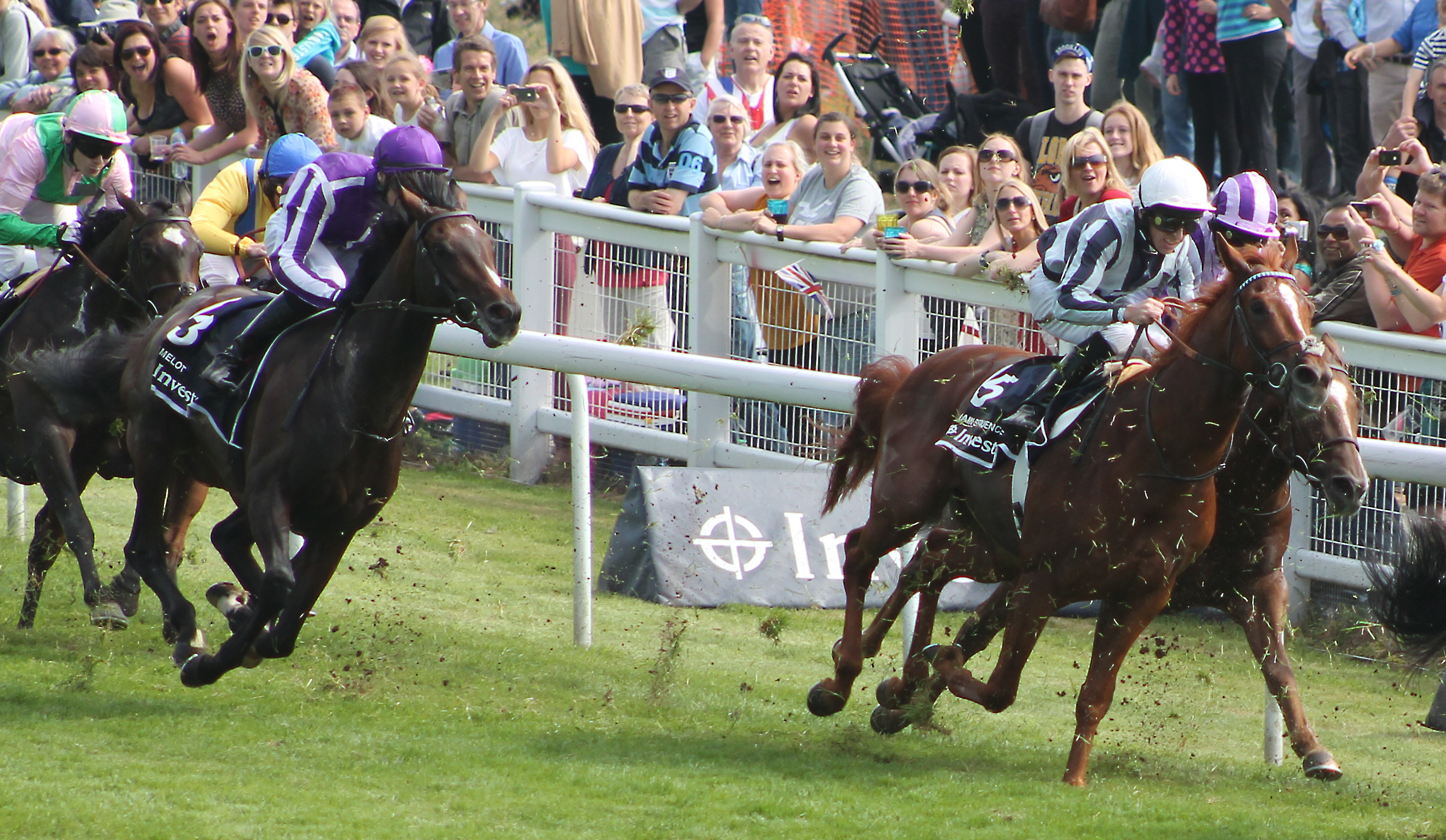
Édition 2012 : Camelot (n°3) et Main Sequence (n°5)

### Depuis 1950
| Année | Vainqueur          | Pays        | Père             | Jockey              | Entraîneur          | Propriétaire               | Deuxième           | Troisième         | Temps   |
| ----- | ------------------ | ----------- | ---------------- | ------------------- | ------------------- | -------------------------- | ------------------ | ----------------- | ------- |
| 2025  | Lambourn           | Irlande     | Australia        | Ryan Moore          | Aidan O'Brien       | Coolmore                   | Lazy Griff         | Tennessee Stud    | 2'38"50 |
| 2024  | City of Troy       | Irlande     | Justify          | Ryan Moore          | Aidan O'Brien       | Coolmore                   | Ambiente Friendly  | Los Angeles       | 2'38"32 |
| 2023  | Auguste Rodin      | Irlande     | Deep Impact      | Ryan Moore          | Aidan O'Brien       | Coolmore                   | King of Steel      | White Birch       | 2'33"88 |
| 2022  | Desert Crown       | Royaume-Uni | Nathaniel        | Richard Kingscote   | Sir Michael Stoute  | Saeed Suhail               | Hoo Ya Mal         | Westover          | 2'36"38 |
| 2021  | Adayar             | Royaume-Uni | Frankel          | Adam Kirby          | Charlie Appleby     | Godolphin                  | Mojo Star          | Hurricane Lane    | 2'36"85 |
| 2020  | Serpentine         | Irlande     | Galileo          | E.J. McNamara       | Aidan O'Brien       | Coolmore                   | Khalifa Sat        | Amhran Bhfiann    | 2'34"43 |
| 2019  | Anthony Van Dyck   | Irlande     | Galileo          | Seamus Heffernan    | Aidan O'Brien       | Coolmore                   | Madhmoon           | Japan             | 2'33"38 |
| 2018  | Masar              | Royaume-Uni | New Approach     | William Buick       | Charlie Appleby     | Godolphin                  | Dee Ex Bee         | Roaring Lion      | 2'34"93 |
| 2017  | Wings of Eagles    | Irlande     | Pour Moi         | Padraig Beggy       | Aidan O'Brien       | Coolmore                   | Cliffs of Moher    | Cracksman         | 2'33"02 |
| 2016  | Harzand            | Irlande     | Sea The Stars    | Patrick-J. Smullen  | Dermot K. Weld      | S.A. Aga Khan              | US Army Ranger     | Idaho             | 2'40"09 |
| 2015  | Golden Horn        | Royaume-Uni | Cape Cross       | Lanfranco Dettori   | John Gosden         | Anthony E. Oppenheimer     | Jack Hobbs         | Storm the Stars   | 2'32"32 |
| 2014  | Australia          | Irlande     | Galileo          | Joseph O'Brien      | Aidan O'Brien       | Coolmore                   | Kingston Hill      | Romsdal           | 2'33"63 |
| 2013  | Ruler of The World | Irlande     | Galileo          | Ryan Moore          | Aidan O'Brien       | Coolmore                   | Libertarian        | Galileo Rock      | 2'39"06 |
| 2012  | Camelot            | Irlande     | Montjeu          | Joseph O'Brien      | Aidan O'Brien       | Coolmore                   | Main Sequence      | Astrology         | 2'33'90 |
| 2011  | Pour Moi           | France      | Montjeu          | Mickaël Barzalona   | André Fabre         | Coolmore                   | Treasure Beach     | Carlton House     | 2'34"54 |
| 2010  | Workforce          | Royaume-Uni | King's Best      | Ryan Moore          | Sir Michael Stoute  | Khalid Abdullah            | At First Sight     | Rewilding         | 2'31"33 |
| 2009  | Sea The Stars      | Irlande     | Cape Cross       | Michael Kinane      | John Oxx            | Christopher Tsui           | Fame and Glory     | Masterofthehorse  | 2'36"74 |
| 2008  | New Approach       | Irlande     | Galileo          | Kevin Manning       | Jim Bolger          | Princesse Haya de Jordanie | Tartan Bearer      | Casual Conquest   | 2'36"50 |
| 2007  | Authorized         | Royaume-Uni | Montjeu          | Lanfranco Dettori   | P.Chapple-Hyam      | Saleh Al Homaizi           | Eagle Mountain     | Aqaleem           | 2'34"77 |
| 2006  | Sir Percy          | Royaume-Uni | Mark of Esteem   | Martin Dwyer        | Marcus Tregoning    | Anthony Pakenham           | Dragon Dancer      | Hala Bek          | 2'35"23 |
| 2005  | Motivator          | Royaume-Uni | Montjeu          | Johnny Murtagh      | Michael Bell        | Royal Ascot Racing Club    | Walk in the Park   | Dubawi            | 2'35"69 |
| 2004  | North Light        | Royaume-Uni | Danehill         | Kieren Fallon       | Sir Michael Stoute  | Ballymacoll Stud           | Rule of Law        | Let the Lion Roar | 2'33"72 |
| 2003  | Kris Kin           | Royaume-Uni | Kris S           | Kieren Fallon       | Sir Michael Stoute  | Saeed Suhail               | The Great Gatsby   | Alamshar          | 2'33"35 |
| 2002  | High Chaparral     | Irlande     | Sadler's Wells   | Johnny Murtagh      | Aidan O'Brien       | Coolmore                   | Hawk Wing          | Moon Ballad       | 2'39"45 |
| 2001  | Galileo            | Irlande     | Sadler's Wells   | Michael Kinane      | Aidan O'Brien       | Coolmore                   | Golan              | Tobougg           | 2'33"27 |
| 2000  | Sinndar            | Irlande     | Grand Lodge      | Johnny Murtagh      | John Oxx            | S.A. Aga Khan              | Sakhee             | Beat Hollow       | 2'36"75 |
| 1999  | Oath               | Royaume-Uni | Fairy King       | Kieren Fallon       | Henry Cecil         | The Thoroughbred Corp.     | Daliapour          | Beat All          | 2'37"43 |
| 1998  | High-Rise          | Royaume-Uni | High Estate      | Olivier Peslier     | Luca Cumani         | Obaid Al Maktoum           | City Honours       | Border Arrow      | 2'33"88 |
| 1997  | Benny the Dip      | Royaume-Uni | Silver Hawk      | Willie Ryan         | John Gosden         | Landon Knight              | Silver Patriarch   | Romanov           | 2'35"77 |
| 1996  | Shaamit            | Royaume-Uni | Mtoto            | Michael Hills       | William Haggas      | Khalifa Dasmal             | Dushyantor         | Shantou           | 2'35"05 |
| 1995  | Lammtarra          | Royaume-Uni | Nijinsky         | Walter Swinburn     | Saeed bin Suroor    | S. bin Maktoum al Maktoum  | Tamure             | Presenting        | 2'32"31 |
| 1994  | Erhaab             | Royaume-Uni | Chief's Crown    | Willie Carson       | John Dunlop         | Hamdan Al Maktoum          | King's Theatre     | Colonel Collins   | 2'34"16 |
| 1993  | Commander in Chief | Royaume-Uni | Dancing Brave    | Michael Kinane      | Henry Cecil         | Khalid Abdullah            | Blue Judge         | Blues Traveller   | 2'34"51 |
| 1992  | Dr Devious         | Royaume-Uni | Ahonoora         | John Reid           | Peter Chapple-Hyam  | Sidney H. Craig            | St. Jovite         | Silver Wisp       | 2'36"19 |
| 1991  | Generous           | Royaume-Uni | Caerleon         | Alan Munro          | Paul Cole           | Prince Fahd bin Salman     | Marju              | Star of Gdansk    | 2'34"00 |
| 1990  | Quest for Fame     | Royaume-Uni | Rainbow Quest    | Pat Eddery          | Roger Charlton      | Khalid Abdullah            | Blue Stag          | Elmaarmul         | 2'37"26 |
| 1989  | Nashwan            | Royaume-Uni | Blushing Groom   | Willie Carson       | Dick Hern           | Hamdan Al Maktoum          | Terimon            | Cacoethes         | 2'34"90 |
| 1988  | Kahyasi            | Royaume-Uni | Ile de Bourbon   | Ray Cochrane        | Luca Cumani         | S.A. Aga Khan              | Glacial Storm      | Doyoun            | 2'33"84 |
| 1987  | Reference Point    | Royaume-Uni | Mill Reef        | Steve Cauthen       | Henry Cecil         | Louis Freedman             | Most Welcome       | Bellotto          | 2'33"90 |
| 1986  | Shahrastani        | Royaume-Uni | Nijinsky         | Walter Swinburn     | Michael Stoute      | S.A. Aga Khan              | Dancing Brave      | Mashkour          | 2'37"13 |
| 1985  | Slip Anchor        | Royaume-Uni | Shirley Heights  | Steve Cauthen       | Henry Cecil         | Lord Howard de Walden      | Law Society        | Damister          | 2'36"23 |
| 1984  | Secreto            | Irlande     | Northern Dancer  | Christy Roche       | David O'Brien       | Luigi Miglitti             | El Gran Señor      | Mighty Flutter    | 2'39"12 |
| 1983  | Teenoso            | Royaume-Uni | Youth            | Lester Piggott      | Geoff Wragg         | Eric Moller                | Carlingford Castle | Shearwalk         | 2'49"07 |
| 1982  | Golden Fleece      | Irlande     | Nijinsky         | Pat Eddery          | Vincent O'Brien     | Robert Sangster            | Touching Wood      | Silver Hawk       | 2'34"27 |
| 1981  | Shergar            | Royaume-Uni | Great Nephew     | Walter Swinburn     | Michael Stoute      | S.A. Aga Khan              | Glint of Gold      | Scintillating Air | 2'44"21 |
| 1980  | Henbit             | Royaume-Uni | Hawaii           | Willie Carson       | Dick Hern           | Etti Plesch                | Master Willie      | Rankin            | 2'34"77 |
| 1979  | Troy               | Royaume-Uni | Petingo          | Willie Carson       | Dick Hern           | M. Sobell & Lord Weinstock | Dickens Hill       | Northern Baby     | 2'36"59 |
| 1978  | Shirley Heights    | Royaume-Uni | Mill Reef        | Greville Starkey    | John Dunlop         | Earl of Halifax            | Hawaiian Sound     | Remainder Man     | 2'35"30 |
| 1977  | The Minstrel       | Irlande     | Northern Dancer  | Lester Piggott      | Vincent O'Brien     | Robert Sangster            | Hot Grove          | Blushing Groom    | 2'36"44 |
| 1976  | Empery             | France      | Vaguely Noble    | Lester Piggott      | Maurice Zilber      | Nelson Bunker Hunt         | Relkino            | Oats              | 2'35"69 |
| 1975  | Grundy             | Royaume-Uni | Great Nephew     | Pat Eddery          | Peter Walwyn        | Carlo Vittadini            | Nobiliary          | Hunza Dancer      | 2'35"35 |
| 1974  | Snow Knight        | Royaume-Uni | Firestreak       | Brian Taylor        | Peter Nelson        | Sharon Phillips            | Imperial Prince    | Giacometti        | 2'35"04 |
| 1973  | Morston            | Royaume-Uni | Ragusa           | Edward Hide         | Arthur M. Budgett   | Arthur M. Budgett          | Cavo Doro          | Freefoot          | 2'35"92 |
| 1972  | Roberto            | Irlande     | Hail to Reason   | Lester Piggott      | Vincent O'Brien     | John W. Galbreath          | Rheingold          | Pentland Firth    | 2'36"09 |
| 1971  | Mill Reef          | Royaume-Uni | Never Bend       | Geoff Lewis         | Ian Balding         | Paul Mellon                | Linden Tree        | Irish Ball        | 2'37"14 |
| 1970  | Nijinsky           | Irlande     | Northern Dancer  | Lester Piggott      | Vincent O'Brien     | Charles W. Engelhard, Jr.  | Gyr                | Stintino          | 2'34"68 |
| 1969  | Blakeney           | Royaume-Uni | Hethersett       | Ernie Johnson       | Arthur M. Budgett   | Arthur M. Budgett          | Shoemaker          | Prince Regent     | 2'40"30 |
| 1968  | Sir Ivor           | Irlande     | Sir Gaylord      | Lester Piggott      | Vincent O'Brien     | Raymond R. Guest           | Connaught          | Mount Athos       | 2'38"73 |
| 1967  | Royal Palace       | Royaume-Uni | Ballymoss        | George Moore        | Noel Murless        | Jim Joel                   | Ribocco            | Dart Board        | 2'33"36 |
| 1966  | Charlottown        | Royaume-Uni | Charlottesville  | Scobie Breasley     | Gordon Smyth        | Lady Zia Wernher           | Pretendre          | Black Prince II   | 2'37"63 |
| 1965  | Sea-Bird II        | France      | Dan Cupid        | Pat Glennon         | Étienne Pollet      | Jean Ternynck              | Meadow Court       | I Say             | 2'38"41 |
| 1964  | Santa Claus        | Royaume-Uni | Chamossaire      | Scobie Breasley     | Mick Rogers         | John Ismay                 | Indiana            | Dilettante II     | 2'41"98 |
| 1963  | Relko              | France      | Tanerko          | Yves Saint-Martin   | François Mathet     | François Dupré             | Merchant Venturer  | Ragusa            | 2'39"40 |
| 1962  | Larkspur           | Irlande     | Never Say Die    | Neville Sellwood    | Vincent O'Brien     | Raymond R. Guest           | Arcor              | Le Cantilien      | 2'37"60 |
| 1961  | Psidium            | Royaume-Uni | Pardal           | Roger Poincelet     | Harry Wragg         | Etti Plesch                | Dicta Drake        | Pardao            | 2'36"40 |
| 1960  | St. Paddy          | Royaume-Uni | Aureole          | Lester Piggott      | Noel Murless        | Sir Victor Sassoon         | Alcaeus            | Kythnos           | 2'35"80 |
| 1959  | Parthia            | Royaume-Uni | Persian Gulf     | Harry Carr          | Cecil Boyd-Rochfort | Sir Humphrey de Trafford   | Fidalgo            | Shantung          | 2'36"00 |
| 1958  | Hard Ridden        | Royaume-Uni | Hard Sauce       | Charlie Smirke      | Mick Rogers         | Sir Victor Sassoon         | Paddy's Point      | Nagami            | 2'41"20 |
| 1957  | Crepello           | Royaume-Uni | Donatello        | Lester Piggott      | Noel Murless        | Sir Victor Sassoon         | Ballymoss          | Pipe of Peace     | 2'35"40 |
| 1956  | Lavandin           | France      | Verso            | Rae Johnstone       | Alec Head           | Pierre Wertheimer          | Montaval           | Roistar           | 2'36"40 |
| 1955  | Phil Drake         | France      | Admiral Drake    | Freddie Palmer      | François Mathet     | Mme Léon Volterra          | Panaslipper        | Acropolis         | 2'39"80 |
| 1954  | Never Say Die      | Royaume-Uni | Nasrullah        | Lester Piggott      | Joseph Lawson       | Robert Sterling Clark      | Arabian Night      | Darius            | 2'35"80 |
| 1953  | Pinza              | Royaume-Uni | Chanteur         | Sir Gordon Richards | Norman Bertie       | Sir Victor Sassoon         | Aureole            | Pink Horse        | 2'35"60 |
| 1952  | Tulyar             | Royaume-Uni | Tehran           | Charlie Smirke      | Marcus Marsh        | HH Aga Khan III            | Gay Time           | Faubourg II       | 2'36"40 |
| 1951  | Arctic Prince      | Royaume-Uni | Prince Chevalier | Chuck Spares        | Willie Stephenson   | Joseph McGrath             | Sybil's Nephew     | Signal Box        | 2'39"40 |
| 1950  | Galcador           | France      | Djebel           | Rae Johnstone       | Charles Semblat     | Marcel Boussac             | Prince Simon       | Double Eclipse    | 2'36"80 |

### 1900-1949

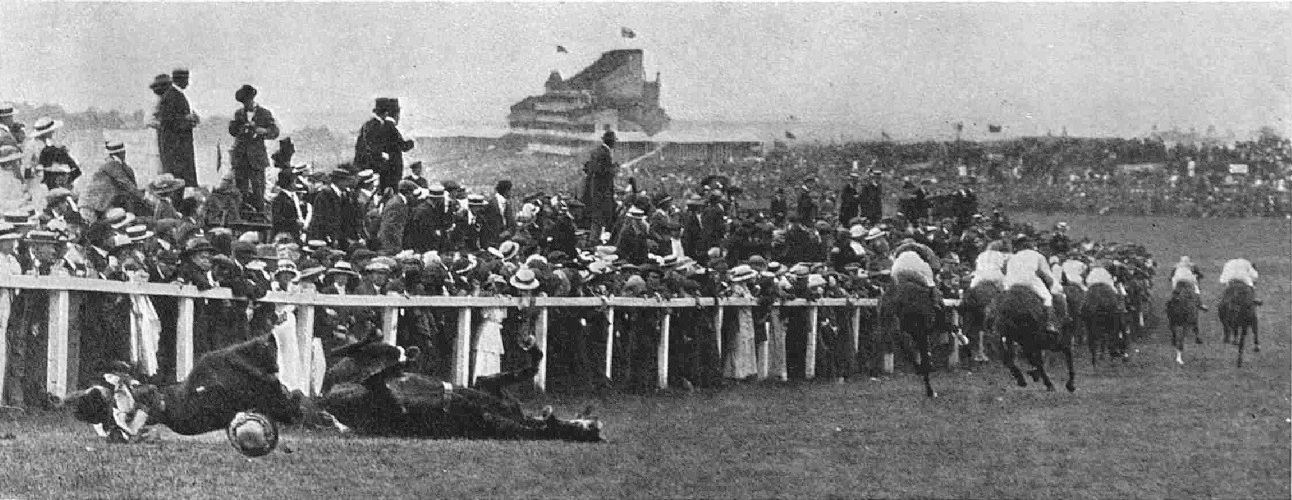
Décès d'Emily Davison au Derby 1913.

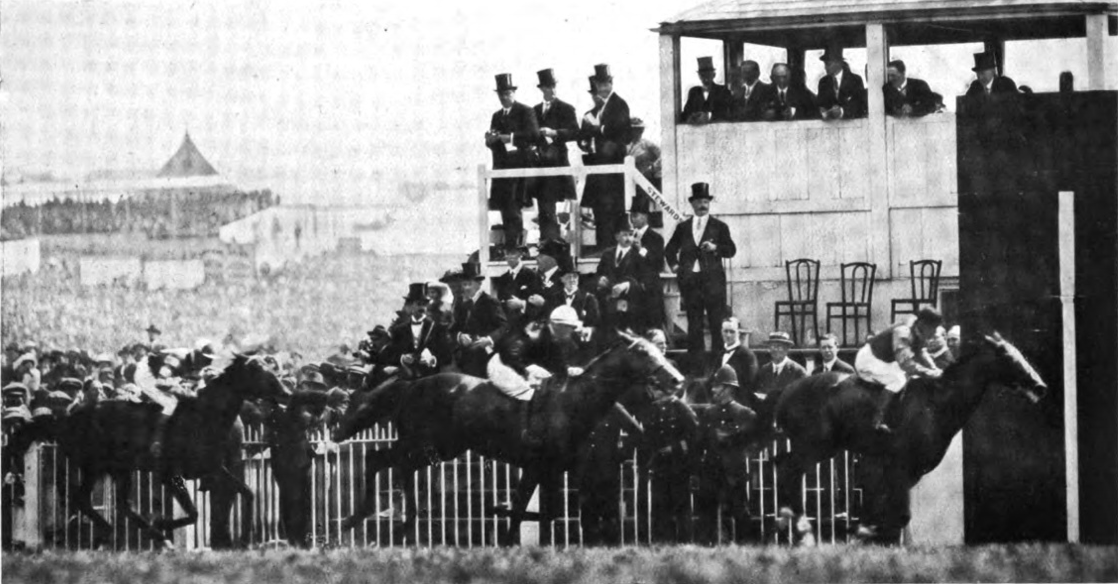
Arrivée du Derby en 1920.

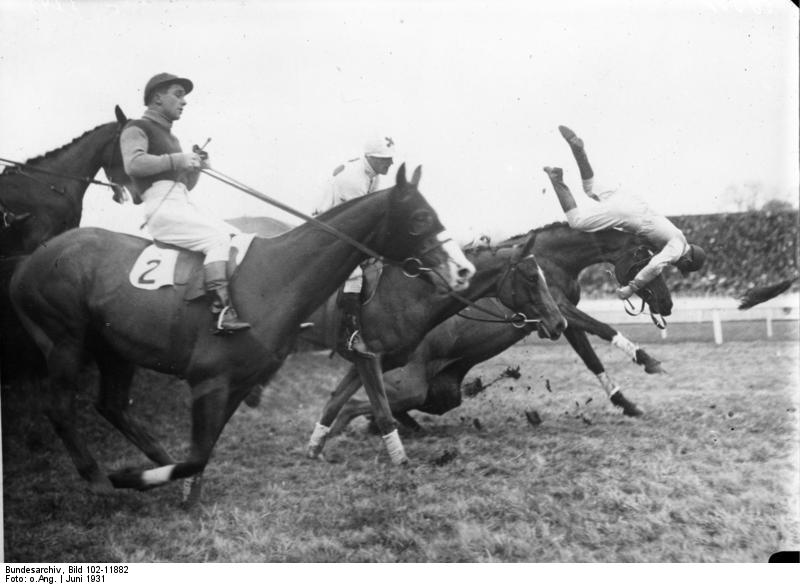
Le Derby en 1931.

| Année | Vainqueur       | Jockey           | Entraîneur          | Propriétaire                        | Temps  |
| ----- | --------------- | ---------------- | ------------------- | ----------------------------------- | ------ |
| 1900  | Diamond Jubilee | Herbert Jones    | Richard Marsh       | Prince de Galles, futur Édouard VII | 2:42   |
| 1901  | Volodyovski     | Lester Reiff     | John Huggins        | William C. Whitney                  | 2:40.8 |
| 1902  | Ard Patrick     | Skeets Martin    | Sam Darling         | John Gubbins                        | 2:42.2 |
| 1903  | Rock Sand       | Danny Maher      | George Blackwell    | Sir James Miller                    | 2:42.8 |
| 1904  | St. Amant       | Kempton Cannon   | Alfred Hayhoe       | Leopold de Rothschild               | 2:45.4 |
| 1905  | Cicero          | Danny Maher      | Percy Peck          | 5th Earl of Rosebery                | 2:39.6 |
| 1906  | Spearmint       | Danny Maher      | Peter Gilpin        | Major Eustace Loder                 | 2:36.8 |
| 1907  | Orby            | John Reiff       | Dr Fred MacCabe     | Richard Croker                      | 2:44   |
| 1908  | Signorinetta    | Billy Bullock    | Edoardo Ginistrelli | Edoardo Ginistrelli                 | 2:39.8 |
| 1909  | Minoru          | Herbert Jones    | Richard Marsh       | Édouard VII                         | 2:42.7 |
| 1910  | Lemberg         | Bernard Dillon   | Alec Taylor, Jr.    | Alfred Cox                          | 2:35.2 |
| 1911  | Sunstar         | George Stern     | Charles Morton      | Jack B. Joel                        | 2:36.8 |
| 1912  | Tagalie         | John Reiff       | Dawson Waugh        | Walter Raphael                      | 2:38.8 |
| 1913  | Aboyeur         | Edwin Piper      | Tom Lewis           | Alan Cunliffe                       | 2:37.6 |
| 1914  | Durbar II       | Matt MacGee      | Tom Murphy          | Herman Duryea                       | 2:38.4 |
| 1915  | Pommern         | Steve Donoghue   | Charles Peck        | Solly Joel                          | 2:32.6 |
| 1916  | Fifinella       | Joseph Childs    | Dick Dawson         | Sir Edward Hulton                   | 2:36.6 |
| 1917  | Gay Crusader    | Steve Donoghue   | Alec Taylor, Jr.    | Alfred W. Cox                       | 2:40.6 |
| 1918  | Gainsborough    | Joe Childs       | Alec Taylor, Jr.    | Lady James Douglas                  | 2:33.2 |
| 1919  | Grand Parade    | Fred Templeman   | Frank Barling       | 1st Baron Glaneley                  | 2:35.8 |
| 1920  | Spion Kop       | Frank O'Neil     | Peter Gilpin        | Major Giles Loder                   | 2.34.8 |
| 1921  | Humorist        | Steve Donoghue   | Charles Morton      | Jack B. Joel                        | 2:36.2 |
| 1922  | Captain Cuttle  | Steve Donoghue   | Fred Darling        | 1st Baron Woolavington              | 2:34.6 |
| 1923  | Papyrus         | Steve Donoghue   | Basil Jarvis        | Ben Irish                           | 2:38   |
| 1924  | Sansovino       | Tommy Weston     | George Lambton      | 17th Earl of Derby                  | 2:46   |
| 1925  | Manna           | Steve Donoghue   | Fred Darling        | Henry E. Morriss                    | 2:40.6 |
| 1926  | Coronach        | Joe Childs       | Fred Darling        | 1st Baron Woolavington              | 2:47.8 |
| 1927  | Call Boy        | Charlie Elliott  | Jack Watts          | Frank Curzon                        | 2:34.4 |
| 1928  | Felstead        | Harry Wragg      | Ossis Bell          | Sir Hugo Cunliffe-Owen              | 2:34.8 |
| 1929  | Trigio          | Joe Marshall     | Dick Dawson         | William Barnett                     | 2:36.4 |
| 1930  | Blenheim II     | Harry Wragg      | Dick Dawson         | HH Aga Khan III                     | 2:38.2 |
| 1931  | Cameronian      | Freddie Fox      | Fred Darling        | Arthur Dewar                        | 2:36.6 |
| 1932  | April the Fifth | Fred Lane        | Tom Walls           | Tom Walls                           | 2:43.2 |
| 1933  | Hyperion        | Tommy Weston     | George Lambton      | 17th Earl of Derby                  | 2:34   |
| 1934  | Windsor Lad     | Charlie Smirke   | Marcus Marsh        | Maharaja of Rajpipla                | 2:34   |
| 1935  | Bahram          | Freddie Fox      | Frank Butters       | HH Aga Khan III                     | 2:36   |
| 1936  | Mahmoud         | Charlie Smirke   | Frank Butters       | HH Aga Khan III                     | 2:33.8 |
| 1937  | Mid-day Sun     | Michael Beary    | Fred Butters        | Lettice Mary Miller                 | 2:37.6 |
| 1938  | Bois Roussel    | Charlie Elliott  | Fred Darling        | Peter Beatty                        | 2:39.2 |
| 1939  | Blue Peter      | Eph Smith        | Jack Jarvis         | 6th Earl of Rosebery                | 2:36.8 |
| 1940  | Pont l'Évêque   | Sam Wragg        | Fred Darling        | Fred Darling                        | 2:30.8 |
| 1941  | Owen Tudor      | Billy Nevett     | Fred Darling        | Catherine Macdonald-Buchanan        | 2:32   |
| 1942  | Watling Street  | Harry Wragg      | Walter Earl         | 17th Earl of Derby                  | 2:29.6 |
| 1943  | Straight Deal   | Tommy Carey      | Walter Nightingall  | Dorothy Paget                       | 2:30.4 |
| 1944  | Ocean Swell     | Billy Nevett     | John Jarvis         | 6th Earl of Rosebery                | 2:31   |
| 1945  | Dante           | Billy Nevett     | Mathew Peacock      | Sir Eric Ohlson                     | 2:26.6 |
| 1946  | Airborne        | Tommy Lowrey     | Dick Perryman       | John E. Ferguson                    | 2:44.6 |
| 1947  | Pearl Diver     | George Bridgland | Percy Carter        | Baron Geoffroy de Waldner           | 2:38.4 |
| 1948  | My Love         | Rae Johnstone    | Richard Carver      | HH Aga Khan III & Leon Volterra     | 2:40   |
| 1949  | Nimbus II       | Charlie Elliott  | George Colling      | Marion Glenister                    | 2:42   |

### 1850-1899

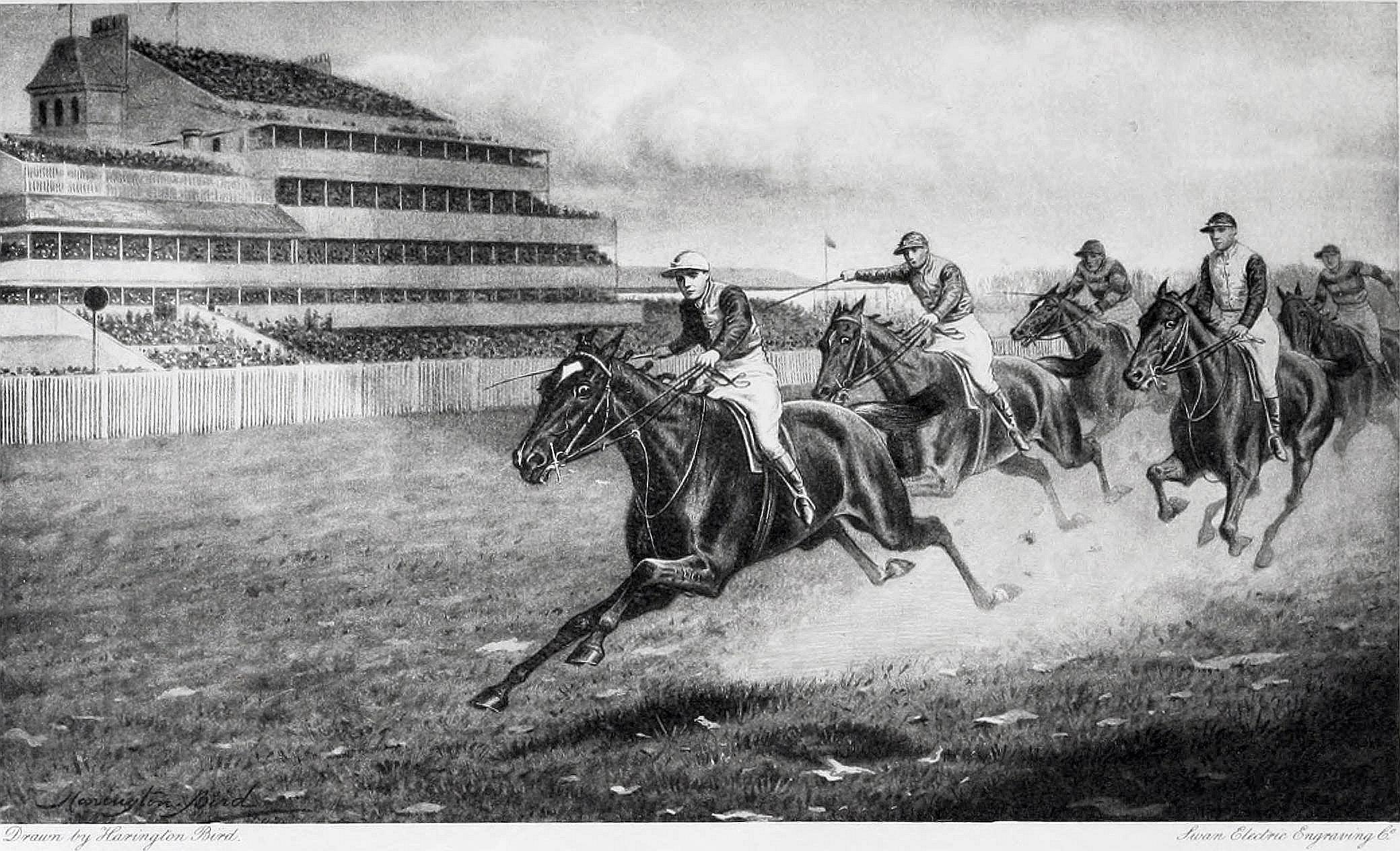
Le Derby en 1897.

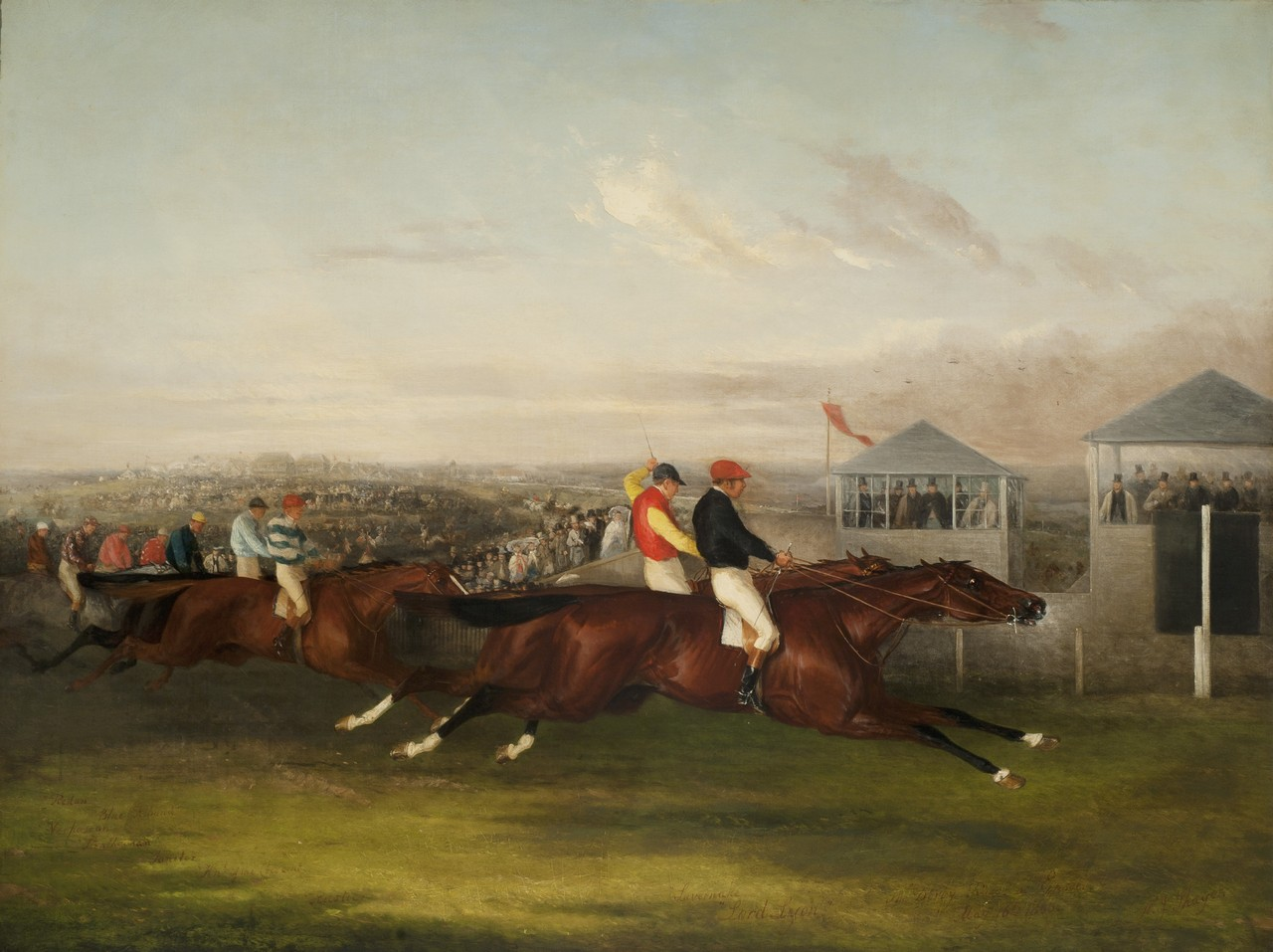
Le Derby en 1866.

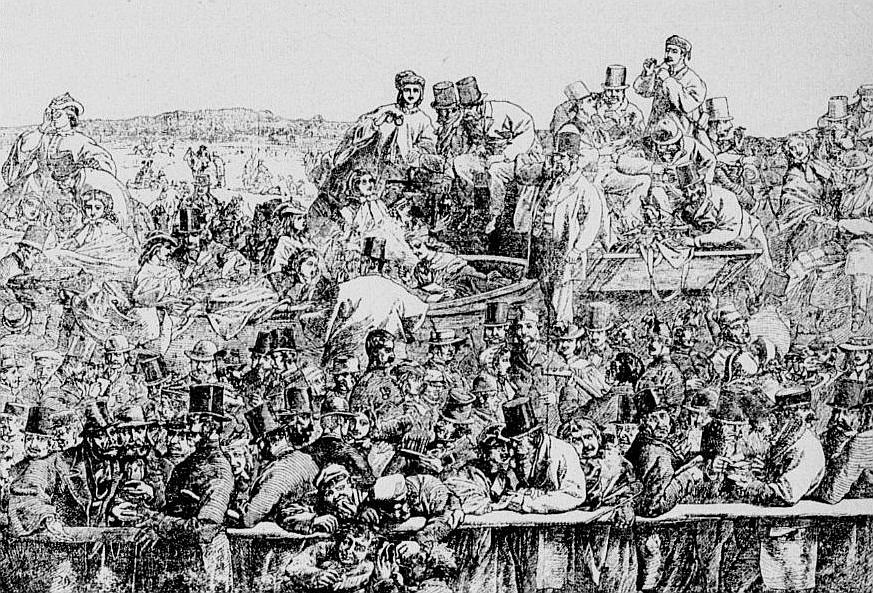
Public du Derby d'Epsom en 1860, lors du départ.

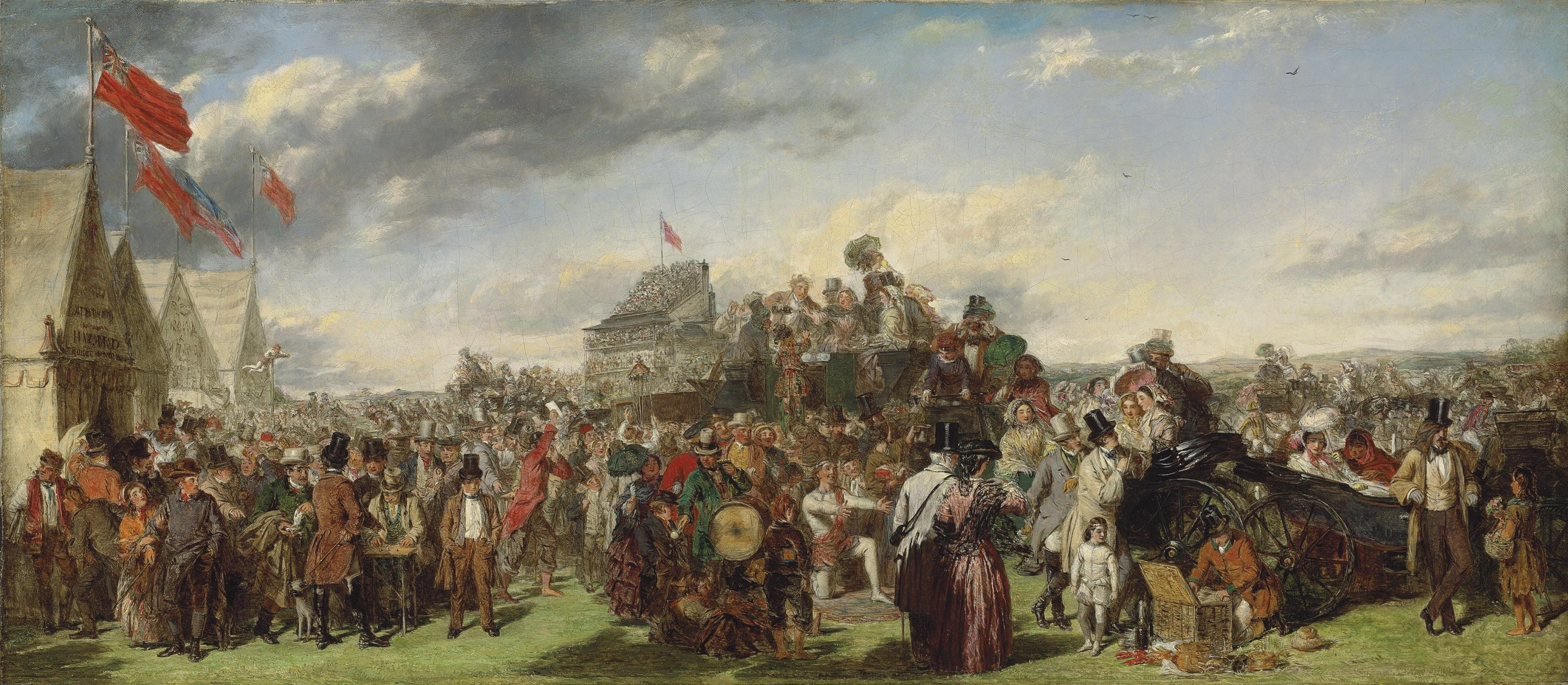
Le Derby dans les années 1850.

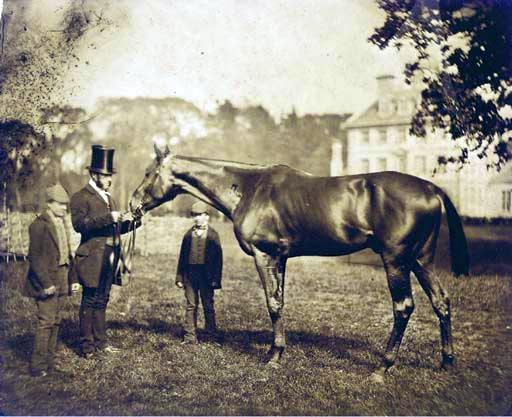
Wild Dayrell (G.), le vainqueur de 1855 (et 2nd Earl of Craven, propriétaire) - photographie de 1856.

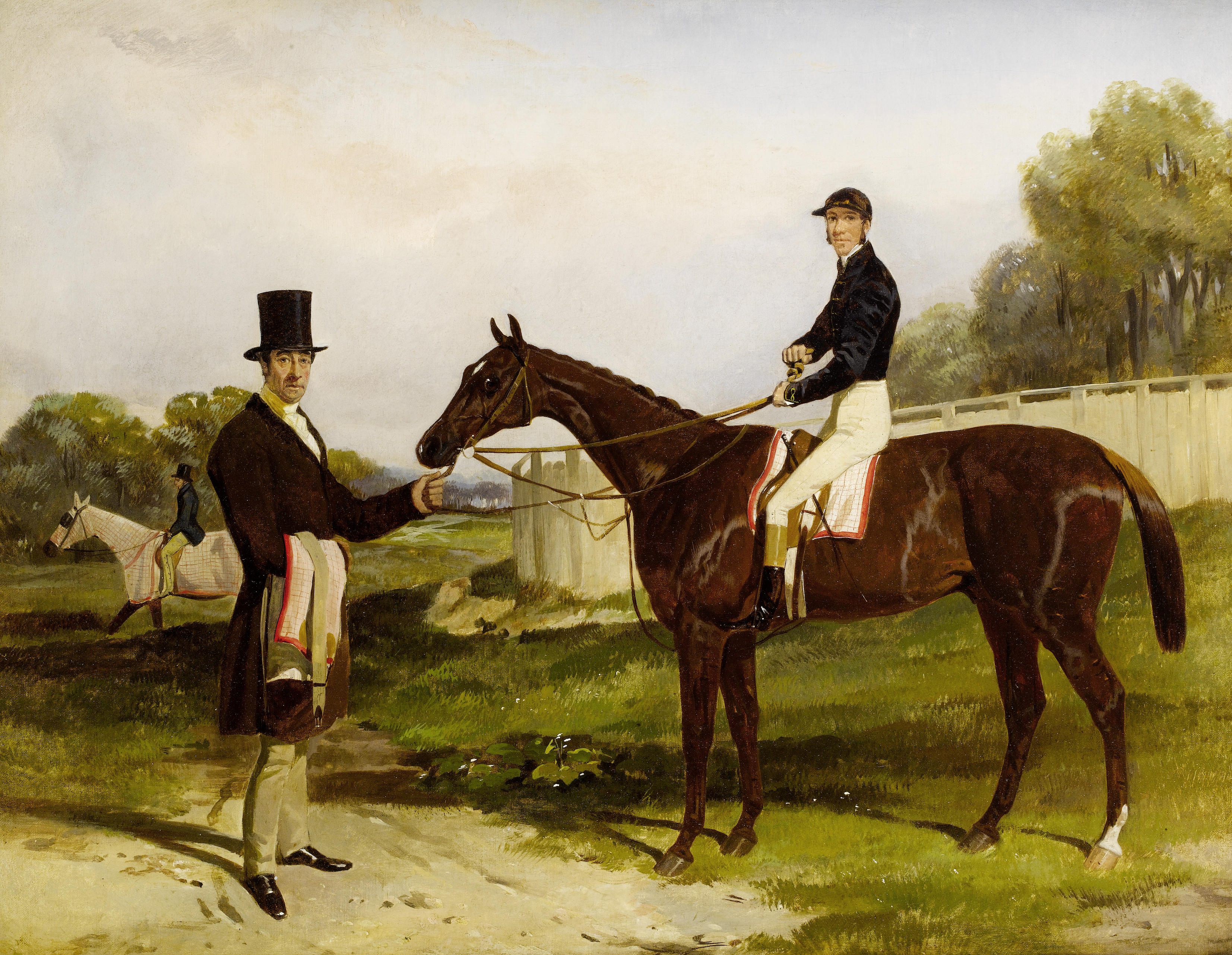
Daniel O' Rourke (Harry Hall), 1852.

| Année | Vainqueur        | Jockey           | Entraîneur        | Propriétaire                        | Temps |
| ----- | ---------------- | ---------------- | ----------------- | ----------------------------------- | ----- |
| 1850  | Voltigeur        | Job Marson       | R. Hill           | 2nd Earl of Zetland                 | 2:50  |
| 1851  | Teddington       | Job Marson       | Alec Taylor, Sr.  | Sir Joseph Hawley                   | 2:51  |
| 1852  | Daniel O'Rourke  | Frank Butler     | John Scott        | John Bowes                          | 3:20  |
| 1853  | West Australian  | Frank Butler     | John Scott        | John Bowes                          | 2:55  |
| 1854  | Andover          | Alfred Day       | John Day, Jr.     | John Gully                          | 2:52  |
| 1855  | Wild Dayrell     | Robert Sherwood  | Rickaby           | Francis Popham                      | 2:54  |
| 1856  | Ellington        | Tom Aldcroft     | Tom Dawson        | Admiral Octavius Vernon Harcourt    | 3:40  |
| 1857  | Blink Bonny      | Jack Charlton    | William I'Anson   | William I'Anson                     | 2:45  |
| 1858  | Beadsman         | John Wells       | George Manning    | Sir Joseph Hawley                   | 2:54  |
| 1859  | Musjid           | John Wells       | George Manning    | Sir Joseph Hawley                   | 2:59  |
| 1860  | Thormanby        | Harry Custance   | Mathew Dawson     | James Merry                         | 2:55  |
| 1861  | Kettledrum       | Ralph Bullock    | Oates             | Colonel Charles Towneley            | 2:45  |
| 1862  | Caractacus       | John Parsons     | Robert Smith      | Charles Snewing                     | 2:45  |
| 1863  | Macaroni         | Tom Chaloner     | Godding           | Richard Naylor                      | 2:50  |
| 1864  | Blair Athol      | Jim Snowden      | William I'Anson   | William I'Anson                     | 2:43  |
| 1865  | Gladiateur       | Harry Grimshaw   | Tom Jennings, Sr. | Comte Frédéric de Lagrange          | 2:46  |
| 1866  | Lord Lyon        | Harry Custance   | James Dover       | Richard Sutton                      | 2:50  |
| 1867  | Hermit           | John Daley       | Bloss             | Henry Chaplin                       | 2:42  |
| 1868  | Blue Gown        | John Wells       | John Porter       | Sir Joseph Hawley                   | 2:43  |
| 1869  | Pretender        | John Osborne     | Tom Dawson        | John Johnstone                      | 2:52  |
| 1870  | Kingcraft        | Tom French       | Mathew Dawson     | 6th Viscount Falmouth               | 2:45  |
| 1871  | Favonius         | Tom French       | Joseph Hayhoe     | Baron Mayer de Rothschild           | 2:50  |
| 1872  | Cremorne         | Charlie Maidment | William Gilbert   | Henry Savile                        | 2:45  |
| 1873  | Doncaster        | Fred Webb        | Robert Peck       | James Merry                         | 2:50  |
| 1874  | George Frederick | Harry Custance   | Tom Leader        | W. S. Cartwright                    | 2:46  |
| 1875  | Galopin          | Jack Morris      | John Dawson       | Prince Gustavus Batthyány           | 2:48  |
| 1876  | Kisber           | Charlie Maidment | Joseph Hayhoe     | Alexander Baltazzi                  | 2:44  |
| 1877  | Silvio           | Fred Archer      | Mathew Dawson     | 6th Viscount Falmouth               | 2:50  |
| 1878  | Sefton           | Harry Constable  | Alec Taylor, Sr.  | William Stirling Crawfurd           | 2:56  |
| 1879  | Sir Bevys        | George Fordham   | Joseph Hayhoe     | Lionel de Rothschild                | 3:20  |
| 1880  | Bend Or          | Fred Archer      | Robert Peck       | 1er Duc de Westminster              | 2:46  |
| 1881  | Iroquois         | Fred Archer      | Jacob Pincus      | Pierre Lorillard IV                 | 2:50  |
| 1882  | Shotover         | Tom Cannon       | John Porter       | 1er Duc de Westminster              | 2:45  |
| 1883  | St. Blaise       | Tom Cannon       | John Porter       | Sir Frederick Johnstone             | 2:48  |
| 1884  | = Harvester      | Sam Loates       | James Jewitt      | Sir J. Willoughby                   | 2:46  |
| 1884  | = St. Gatien     | Charlie Wood     | Robert Sherwood   | Jack Hammond                        | 2:46  |
| 1885  | Melton           | Fred Archer      | Mathew Dawson     | 20th Baron Hastings                 | 2:44  |
| 1886  | Ormonde          | Fred Archer      | John Porter       | 1er Duc de Westminster              | 2:45  |
| 1887  | Merry Hampton    | Jack Watts       | Martin Gurry      | George Baird                        | 2:43  |
| 1888  | Ayrshire         | Fred Barrett     | George Dawson     | 6th Duke of Portland                | 2:43  |
| 1889  | Donovan          | Tommy Loates     | George Dawson     | 6th Duke of Portland                | 2:44  |
| 1890  | Sainfoin         | Jack Watts       | John Porter       | Sir James Miller                    | 2:49  |
| 1891  | Common           | George Barrett   | John Porter       | Sir Frederick Johnstone             | 2:56  |
| 1892  | Sir Hugo         | Fred Allsopp     | Tom Wadlow        | 3rd Earl Bradford                   | 2:44  |
| 1893  | Isinglass        | Tommy Loates     | James Jewitt      | Harry L. B. McCalmont               | 2:43  |
| 1894  | Ladas            | Jack Watts       | Mathew Dawson     | 5th Earl of Rosebery                | 2:45  |
| 1895  | Sir Visto        | Sam Loates       | Mathew Dawson     | 5th Earl of Rosebery                | 2:43  |
| 1896  | Persimmon        | Jack Watts       | Richard Marsh     | Prince de Galles, futur Édouard VII | 2:42  |
| 1897  | Galtee More      | Charlie Wood     | Sam Darling       | John Gubbins                        | 2:44  |
| 1898  | Jeddah           | Otto Madden      | Richard Marsh     | James Larnach                       | 2:47  |
| 1899  | Flying Fox       | Morny Cannon     | John Porter       | 1er Duc de Westminster              | 2:42  |

### 1800-1849

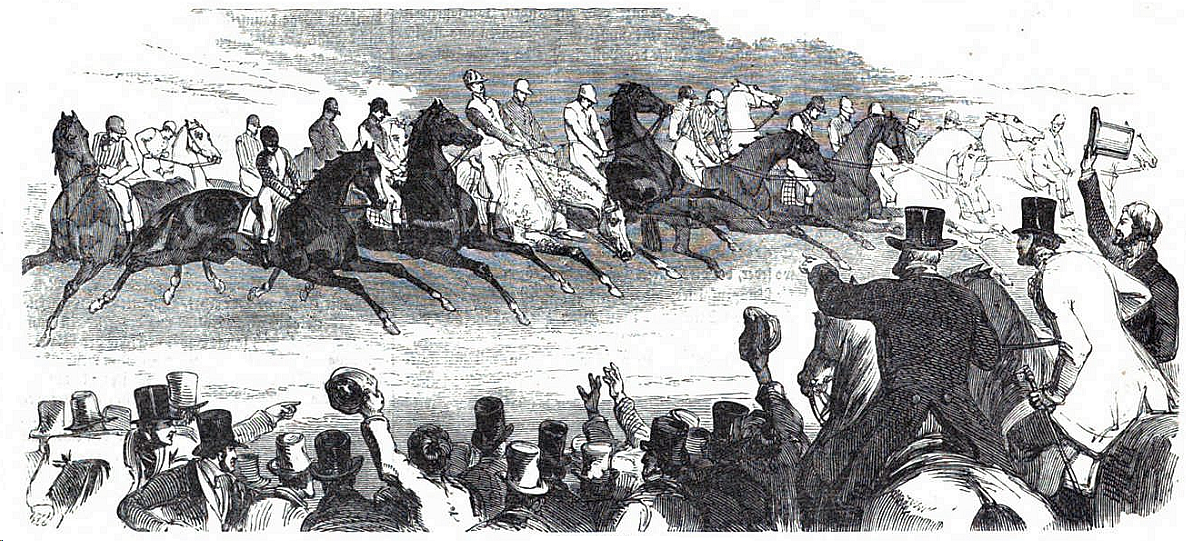
Le Derby d'Epsom en 1842.

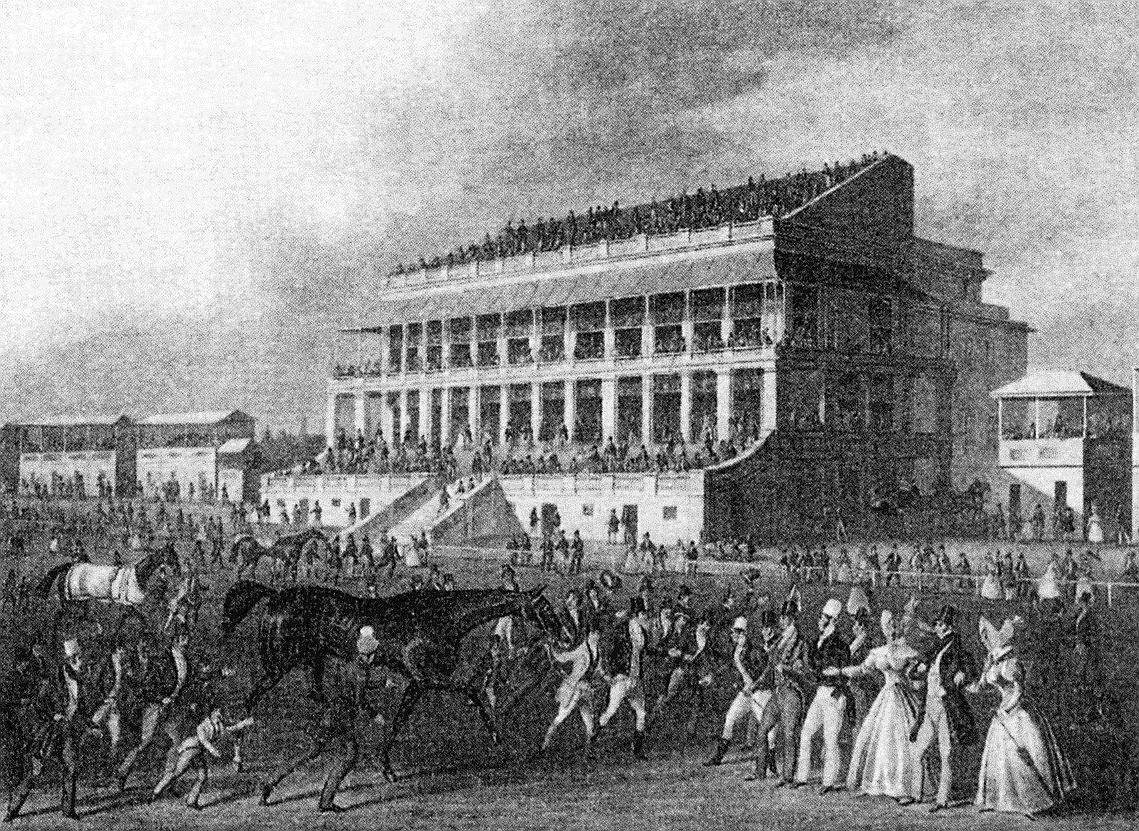
La nouvelle tribune principale, de 1829.

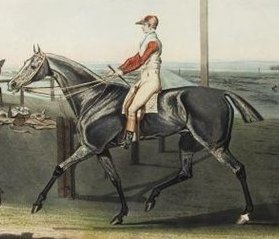
Gustavus, en 1821.

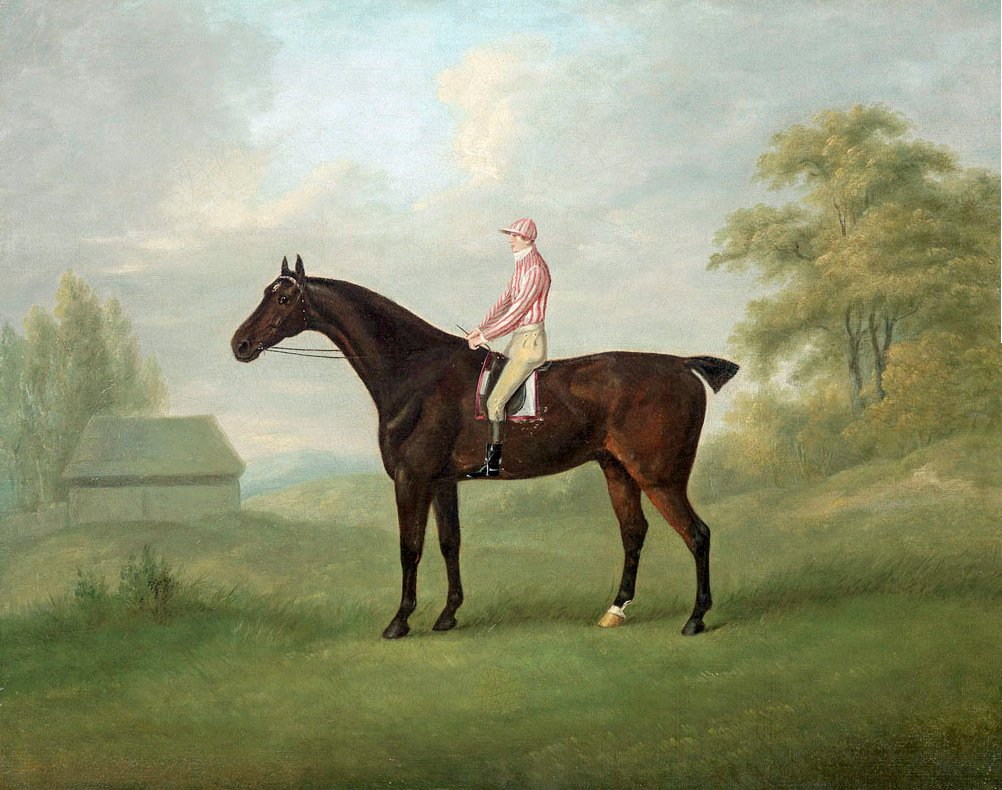
Smolensko, en 1813.

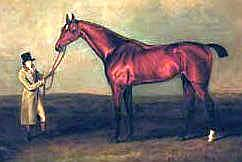
Cardinal Beaufort, en 1805.

| Année | Vainqueur           | Jockey            | Entraîneur       | Propriétaire            | Temps |
| ----- | ------------------- | ----------------- | ---------------- | ----------------------- | ----- |
| 1800  | Champion            | Bill Clift        | Tom Perren       | Christopher Wilson      |       |
| 1801  | Eleanor             | John Saunders     | J. Frost         | Sir Charles Bunbury     |       |
| 1802  | Tyrant              | Frank Buckle      | Robert Robson    | 3rd Duke of Grafton     |       |
| 1803  | Ditto               | Bill Clift        | John Lonsdale    | Sir Hedworth Williamson |       |
| 1804  | Hannibal            | Bill Arnull       | Frank Neale      | George Wyndham          |       |
| 1805  | Cardinal Beaufort   | Denni Fitzpatrick | Dixon Boyce      | George Wyndham          |       |
| 1806  | Paris               | John Shepherd     | Richard Prince   | 3rd Baron Foley         |       |
| 1807  | Election            | John Arnull       | Dixon Boyce      | George Wyndham          |       |
| 1808  | Pan                 | Frank Collinson   | John Lonsdale    | Sir Hedworth Williamson |       |
| 1809  | Pope                | Tom Goodison      | Robert Robson    | 3rd Duke of Grafton     |       |
| 1810  | Whalebone           | Bill Clift        | Robert Robson    | 3rd Duke of Grafton     |       |
| 1811  | Phantom             | Frank Buckle      | James Edwards    | Sir John Shelley        |       |
| 1812  | Octavius            | Bill Arnull       | Dixon Boyce      | Robert Ladbroke         |       |
| 1813  | Smolensko           | Tom Goodisson     | Crouch           | Sir Charles Bunbury     |       |
| 1814  | Blücher             | Bill Arnull       | Dixon Boyce      | 2nd Baron Stawell       |       |
| 1815  | Whisker             | Tom Goodison      | Robert Robson    | 4th Duke of Grafton     |       |
| 1816  | Prince Leopold      | Will Wheatley     | William Butler   | Duke of York            |       |
| 1817  | Azor                | Jem Robinson      | Robert Robson    | John Payne              |       |
| 1818  | Sam                 | Sam Chifney, Jr.  | W. Chifney       | Thomas Thornhill        |       |
| 1819  | Tiresias            | Bill Clift        | Richard Prince   | 4th Duke of Portland    |       |
| 1820  | Sailor              | Sam Chifney, Jr.  | W. Chifney       | Thomas Thornhill        |       |
| 1821  | Gustavus            | Sam Day           | Crouch           | John Hunter             |       |
| 1822  | Moses               | Tom Goodison      | William Butler   | Duke of York            |       |
| 1823  | Emilius             | Frank Buckle      | Robert Robson    | John Udney              |       |
| 1824  | Cedric              | Jem Robinson      | James Edwards    | Sir John Shelley        |       |
| 1825  | Middleton           | Jem Robinson      | Edwards          | 5th Earl of Jersey      |       |
| 1826  | Lapdog              | George Dockeray   | Bird             | 3rd Earl of Egremont    |       |
| 1827  | Mameluke            | Jem Robinson      | Edwards          | 5th Earl of Jersey      |       |
| 1828  | Cadland             | Jem Robinson      | Dixon Boyce      | 5th Duke of Rutland     |       |
| 1829  | Frederick           | John Forth        | John Forth       | William Gratwicke       |       |
| 1830  | Priam               | Sam Day           | William Chifney  | William Chifney         |       |
| 1831  | Spaniel             | Will Wheatley     | J. Rogers        | Viscount Lowther        |       |
| 1832  | St. Giles           | Bill Scott        | J. Webb          | Robert Ridsdale         |       |
| 1833  | Dangerous           | Jem Chapple       | I. Sadler        | Isaac Sadler            |       |
| 1834  | Plenipotentiary     | Patrick Conolly   | G. Payne         | Stanlake Batson         |       |
| 1835  | Mündig              | Bill Scott        | John Scott       | John Bowes              |       |
| 1836  | Bay Middleton       | Jem Robinson      | John Edwards     | 5th Earl of Jersey      |       |
| 1837  | Phosphorus          | George Edwards    | J. Doe           | 4th Baron Berners       |       |
| 1838  | Amato               | Jem Chapple       | Ralph Sherwood   | Sir Gilbert Heathcote   |       |
| 1839  | Bloomsbury          | Sim Templeman     | William Ridsdale | William Ridsdale        |       |
| 1840  | Little Wonder       | William Macdonald | John Forth       | David Robertson         |       |
| 1841  | Coronation          | Patrick Conolly   | Painter          | Abraham Rawlinson       |       |
| 1842  | Attila              | Bill Scott        | John Scott       | Colonel George Anson    |       |
| 1843  | Cotherstone         | Bill Scott        | John Scott       | John Bowes              |       |
| 1844  | Orlando             | Nat Flatman       | Cooper           | Colonel Jonathan Peel   |       |
| 1845  | The Merry Monarch   | Foster Bell       | John Forth       | William Gratwicke       |       |
| 1846  | Pyrrhus the First   | Sam Day           | John Day         | John Gully              | 2:55  |
| 1847  | Cossack             | Sim Templeman     | John Day, Jr.    | T. H. Pedley            | 2:52  |
| 1848  | Surplice            | Sim Templeman     | John Kent        | 3rd Viscount Clifden    | 2:48  |
| 1849  | The Flying Dutchman | Charlie Marlow    | Fobert           | 13th Earl of Eglinton   | 3:00  |

### 1780-1799

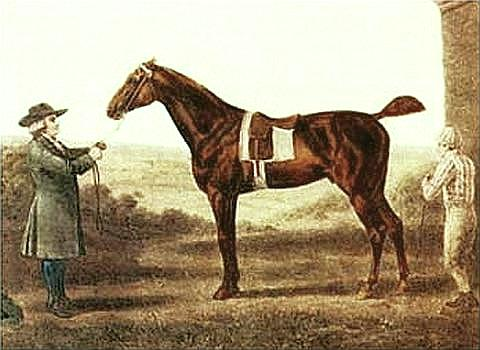
Diomed, premier vainqueur en 1780 (de Sir Charles Bunbury, jockey Sam Arnull, quatre fois vainqueur du Derby d'Epsom entre 1780 et 1798 (son frère John 5 fois, entre 1784 et 1807, et Bill Arnull en 1804 et 1812)).

| Année | Vainqueur          | Jockey           | Entraîneur      | Propriétaire           |
| ----- | ------------------ | ---------------- | --------------- | ---------------------- |
| 1780  | Diomed             | Sam Arnull       | R. Teasdale     | Sir Charles Bunbury    |
| 1781  | Young Eclipse      | Charles Hindley  |                 | Major Dennis O'Kelly   |
| 1782  | Assassin           | Sam Arnull       | Frank Neale     | 3rd Earl of Egremont   |
| 1783  | Saltram            | Charles Hindley  | Frank Neale     | Mr Parker              |
| 1784  | Sergeant           | John Arnull      |                 | Colonel Dennis O'Kelly |
| 1785  | Aimwell            | Charles Hindley  | John Pratt      | 1st Earl of Clermont   |
| 1786  | Noble              | J. White         | Frank Neale     | Tommy Panton           |
| 1787  | Sir Peter Teazle   | Sam Arnull       | Saunders        | Comte de Derby         |
| 1788  | Sir Thomas         | William South    | Frank Neale     | George IV              |
| 1789  | Skyscraper         | Sam Chifney, Sr. | Matt Stephenson | 5th Duke of Bedford    |
| 1790  | Rhadamanthus       | John Arnull      | John Pratt      | 1st Earl Grosvenor     |
| 1791  | Eager              | Matt Stephenson  | Matt Stephenson | 5th Duke of Bedford    |
| 1792  | John Bull          | Frank Buckle     | John Pratt      | 1st Earl Grosvenor     |
| 1793  | Waxy               | Bill Clift       | Robert Robson   | Sir Ferdinando Poole   |
| 1794  | Daedalus           | Frank Buckle     | John Pratt      | 1st Earl Grosvenor     |
| 1795  | Spread Eagle       | Anthony Wheatley | Richard Prince  | Sir Frank Standish     |
| 1796  | Didelot            | John Arnull      | Richard Prince  | Sir Frank Standish     |
| 1797  | poulain par Fidget | John Singleton   | Matt Stephenson | 5th Duke of Bedford    |
| 1798  | Sir Harry          | Sam Arnull       | Frank Neale     | Joseph Cookson         |
| 1799  | Archduke           | John Arnull      | Richard Prince  | Sir Frank Standish     |